# Yoshiro Nagase
Pour les articles homonymes, voir Nagase.
Yoshirō Nagase (永瀨 義郎, Nagase Yoshirō) est un artiste graveur japonais des XIXe – XXe siècles, né le 5 janvier 1891 dans la préfecture d'Ibaraki et mort le 4 mars 1978.

## Biographie
Après avoir quitté le département de la sculpture de l'université des arts de Tokyo, en cours de cursus, il rejoint le club créatif de l'estampe en 1919. En 1929, il reçoit un prix du groupe Shunyōkai puis part en France où il reste jusqu'en 1936.
Il participe à de nombreuses expositions de groupe tels les Salons d'Automne ainsi que la Biennale internationale de Tokyo, à partir de 1957. Il est en outre l'auteur d'un ouvrage extrêmement lu, Au Graveur, publié en 1922.